# Serguéi Makovetski
Serguéi Vasílievich Makovetski (del ruso: Серге́й Васильевич Маковецкий);  Kiev, Unión Soviética, 13 de junio de 1958) es un actor de teatro y cine ruso. Fue galardonado con el premio Artista del Pueblo de Rusia (1998) y ha participado en numerosas películas de éxito en su país, entre ellas De monstruos y hombres (1998) y Brat 2 (2000), ambas dirigidas por Alekséi Balabánov.

## Filmografía
Películas
- 1982 - Vzyat' zhivym!
- 1990 - Sukiny deti
- 1992 - Trotsky - Lev Trotsky
- 1994 - Quemado por el sol - Capitán
- 1995 - P'yesa dlya passazhira
- 1997 - Tri istorii
- 1998 - Of Freaks and Men
- 2000 - Brat 2 - Valentin Belkin
- 2000 - Russkiy Bunt - Alexey Shvabrin
- 2002 - Неудача Пуаро
- 2003 - Klyuch ot spal'ni - Ivanickiy
- 2004 - 72 metros - Chernenko
- 2005 - Zhmurki - Criminal
- 2005 - La caída del Imperio
- 2006 - Mne ne bol'no - Nikita Mikhalkov
- 2007 - Duska
- 2007 - Luster
- 2007 - 12 - Primer jurado
- 2008 - YA schitayu: raz, dva, tri, chetyre, pyat'...
- 2009 - El sacerdote - Alexander
- 2009 - Milagro
- 2010 - Éxodo - Quemado por el sol 2 - Capitán
- 2011 - Ciudadela - Quemado por el sol 2 - Capitán
- 2012 - La chica y la muerte

Series
- 2007 - Likvidatsya - Fima Petrov
- 2011 - Pedro, el grande: El testamento - Alexander Menshikov
- 2012 - Vida y destino
- 2015 - Rodina